# Карагінський (острів)

Мапа району острова

Острів Карагінський (рос. остров Карагинский) — острів у Карагінській затоці Берингова моря, біля східного берега півострова Камчатка, між 58° 28' і 50° 12' зх. ш. і 182° 20' і 181° 14' сх. д. Відокремлений від материка протокою Літке. Довжина острова 101 км, найбільша ширина — 27 км, площа — 2404 км². Територія острова входить до складу Коряцького округу Камчатського краю.
Посередині острови тягнеться гірський хребет заввишки до 610 м. На південно-східній стороні гори спускаються до берега та утворюють високі й круті миси. Уздовж берега багато бухт, але вони недалеко вдаються углиб острова й абсолютно відкриті.
На відстані 1 км від берега глибина моря 12-19 м. До західного берега примикає коса, завдовжки 13 км, що закінчується мисом Семенова. Коса утворює бухту, відому як «губа Помилкових звісток».

## Клімат
Зима триває близько 7 місяців (від дати стійкого снігового покриву до дати танення снігового покриву). Три чверті опадів випадає у вигляді снігу. Середня температура в лютому, найхолоднішому місяці в році — мінус 11° C. Абсолютний мінімум температури — мінус 18,9° C. Період сніготанення розтягується до початку червня, а в деякі роки сніг сходить набагато пізніше.
Навіть у липні в деяких долинах товщина снігового покриву може досягати 5 метрів. На схилах гір сніг може залишатися до снігопадів наступного року. На сході острова літом часті тумани. Середня температура в найтепліші місяці — в червні — плюс 11,7° C і в липні — плюс 11,8° C. Денна температура рідко перевищує 14° C. Безморозний період триває 101 день.

## Флора і фауна
На Карагінському острові виростають вільха, горобина, кедровий стланик і береза.
Поблизу острова мешкає крупна популяція китів; по берегах острова іноді можна знайти кости цих тварин, залишені в колишні часи китобоями.
| Росія | Це незавершена стаття з географії Росії. Ви можете допомогти проєкту, виправивши або дописавши її. |